# Beñat San José
Beñat San José Gil (Gipuzkoa, 24 september 1979) is een Spaans voetbalcoach. Hij is sinds november 2023 hoofdtrainer van Atlas FC.

## Carrière

### Real Sociedad & Saoedi-Arabië
San José startte zijn trainersloopbaan bij de jeugd van Real Sociedad. In 2012 stapte hij over naar Al-Ittihad in Saoedi-Arabië, waar hij eerst de beloftentrainer werd en in februari 2013 doorschoof naar de functie van hoofdtrainer. Hij won met de club de Saudi King's Cup, als jongste trainer in de geschiedenis. Nadien werkte hij in Saoedi-Arabië ook nog voor Al-Ettifaq.

### Zuid-Amerika
In 2015 maakte San José de oversteek naar Zuid-Amerika. In het Torneo Apertura 2015, de eerste helft van het seizoen, eindigde hij met CD Antofagasta laatste in de Chileense Primera División. In het Torneo Clausura 2016, het zogenaamde afsluittoernooi, eindigde hij dan weer zevende op zestien ploegen. In Bolivië deed hij het beter: met Club Bolívar won hij in 2017 zowel de Apertura als de Clausura. Tijdens de Apertura 2017 brak Club Bolívar bovendien het competitierecord van meest aantal gescoorde doelpunten en minst aantal tegendoelpunten. San José keerde na de dubbele titel terug naar Chili, waar hij met CD Universidad Católica in 2018 landskampioen werd.

### Al-Nasr SC
Na zijn drie landstitels keerde hij terug naar Saoedi-Arabië: in december 2018 ondertekende hij een contract van anderhalf jaar bij Al-Nasr SC, waar Ivan Jovanović begin die maand ontslagen was. Onder leiding van de Serviër stond Al-Nasr na twaalf speeldagen pas twaalfde op veertien clubs in de UAE Pro League, ondanks de aanwezigheid van Yohan Cabaye en Álvaro Negredo in de selectie.
Al-Nasr nam tijdens de winter afscheid van Cabaye, maar en aanvallers Samuel Rosa Gonçalves en Iury Castilho, maar versterkte zich wel met onder andere Sergio Dutra Junior. Na enkele maanden werd San José al ontslagen wegens tegenvallende resultaten.

### KAS Eupen
Op 24 juni 2019 werd hij de nieuwe trainer van de Belgische eersteklasser KAS Eupen, waar hij de opvolger werd van Claude Makélélé. Eupen begon onder leiding van San José niet goed aan het seizoen: op de eerste twee speeldagen slikte de club tien tegengoals tegen Antwerp FC en KAA Gent, en na acht speeldagen zakte de club naar een gedeelde laatste plaats met 3 op 24 (behaald uit drie gelijke spelen). Ook op de negende speeldag leek Eupen te gaan verliezen, tot Danijel Milićević een 1-0-achterstand bij Cercle Brugge nog omboog in een 1-2-zege. Na een 10 op 12 tegen KV Oostende, RSC Anderlecht, KV Kortrijk en KRC Genk in het najaar had Eupen begin november twaalf punten voorsprong op Cercle Brugge, dat met 4 op 42 troosteloos laatste stond in een format met slechts één zakker. In de overige deel van het kalenderjaar 2023 zette Eupen een slechte reeks neer: na de 2-1-nederlaag bij Genk op Twede Kerstdag bleef Eupen achter met 3 op 21. Het verschil met hekkensluiter Cercle Brugge bedroeg bij de jaarwisseling acht punten. De Bruggelingen stonden na de jaarwisseling op uit de doden, maar Eupen won nog drie keer (tegen Waasland-Beveren, Cercle Brugge en Excel Moeskroen), waardoor de club nauwelijks in acuut degradatiegevaar kwam. Toen de Jupiler Pro League op één speeldag van het einde van de reguliere competitie werd stopgezet vanwege de coronapandemie, had Eupen tien punten meer dan hekkensluiter Waasland-Beveren.
In het seizoen 2020/21 bleef Eupen een heel seizoen in de rechterkolom van het klassement hangen, maar eindigden De Panda's uiteindelijk wel op een veilige twaalfde plaats met twaalf punten meer dan Waasland-Beveren, dat als voorlaatste veroordeeld werd tot barragewedstrijden om het behoud. Het seizoen van Eupen werd wel opgefleurd met de Beker van België, waarin Eupen de maat nam van Olympic Club Charleroi en KAA Gent. Eupen stond op 90 minuten van een eerste bekerfinale uit de clubgeschiedenis, maar verloor in eigen huis tegen Standard Luik.
Tien dagen na de laatste wedstrijd van het seizoen van Eupen (een 2-3-zege bij Sporting Charleroi dankzij een hattrick van Smail Prevljak) maakte Eupen bekend dat het aflopende contract van San José niet verlengd werd.

## Erelijst
| Competitie            |            |                              |            |            |
| Competitie            | Aantal     | Jaren                        |            |            |
| Al-Ittihad            | Al-Ittihad | Al-Ittihad                   | Al-Ittihad | Al-Ittihad |
| --------------------- | ---------- | ---------------------------- | ---------- | ---------- |
| Saudi King's Cup      | 1x         | 2013                         |            |            |
| Club Bolívar          |            |                              |            |            |
| Landskampioen Bolivië | 2x         | Apertura 2017, Clausura 2017 |            |            |
| Universidad Católica  |            |                              |            |            |
| Landskampioen Chili   | 1x         | 2018                         |            |            |

1 Hernández ·
2 Nervo ·
3 González ·
4 Abella ·
5 Santamaría · 
6 Zaldívar ·
7 Malcorra ·
8 Ibarra ·
11 Correa ·
12 Hernández · 
13 Aguirre · 
16 Reyes · 
15 Barbosa · 
17 Garnica · 
18 Robles ·
19 Ortega · 
20 Torres ·
21 Ramírez ·
22 Escobar ·
23 Gómez ·
24 Vázquez ·
25 Ávila ·
26 Rocha ·
27 Angulo ·
28 Trejo ·
30 Fraga ·
31 Gaspar ·
32 Villamarín ·
33 Quiñónez ·
Coach: Cocca